# Pfeiffera micrantha
Pfeiffera micrantha är en kaktusväxtart som först beskrevs av Vaupel, och fick sitt nu gällande namn av Paul V. Heath. Pfeiffera micrantha ingår i släktet Pfeiffera och familjen kaktusväxter. Inga underarter finns listade i Catalogue of Life.